# Lukovac (Rab)
Lukovac je majhen nenaseljen otoček v Jadranskem morju in pripada Hrvaški. Je eden od otokov Kvarnerja in se nahaja severovzhodno od otoka Rab.
Upravno otok pripada mestu Lopar v Primorsko-goranski županiji. Otok je dolg 120 metrov, širok 75 metrov, ima površino 0,0063 km² in obalo dolgo 341 m.